# Perivólia (Kíssamos)
Perivólia, en grec moderne : Περιβόλια, est un village du dème de Kissamos, dans le district régional de La Canée, de la Crète, en Grèce. Selon le recensement de 2001, la population de Perivólia compte 38 habitants. Le village est situé à une altitude de 450 m.